# María Amalia de Nassau-Dillenburg

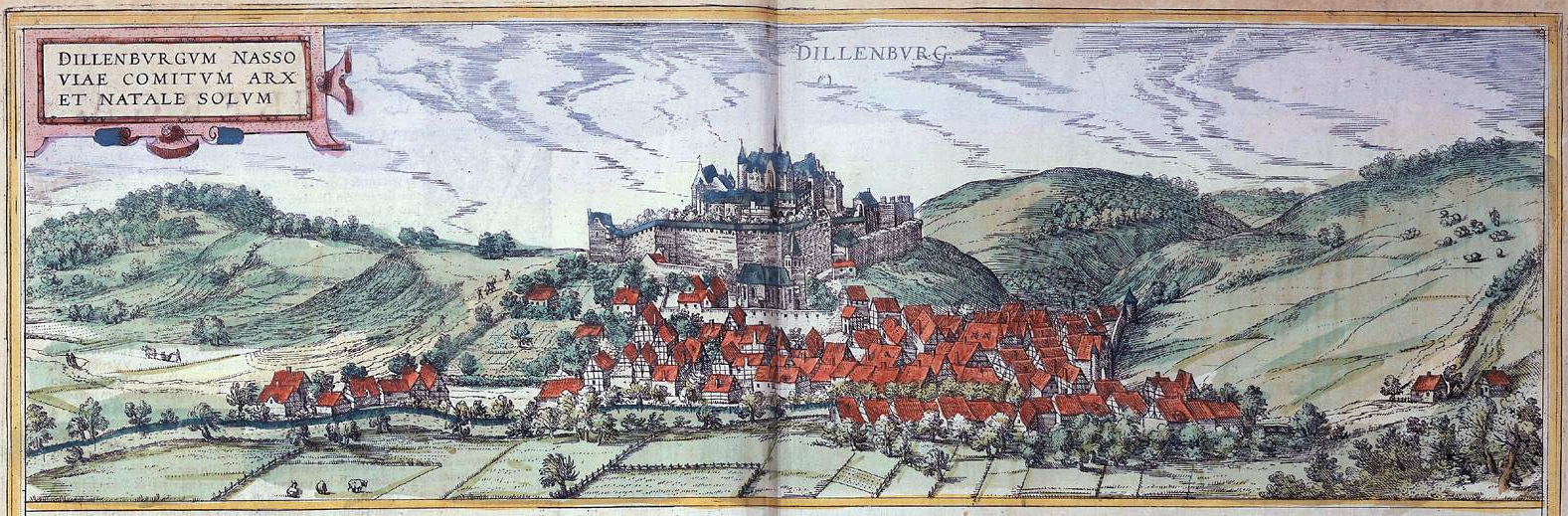
Dillenburg en 1575, mostrando el viejo castillo en lo alto de la colina y la Iglesia de San Juan abajo.

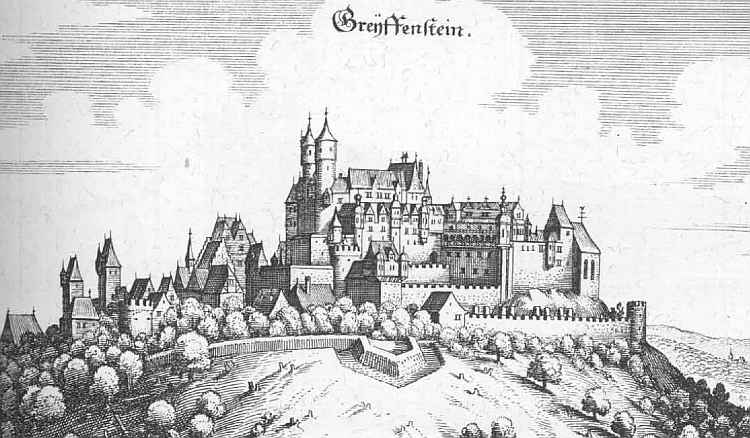
El castillo de Greifenstein por Matthäus Merian, 1655.

María Amalia de Nassau-Dillenburg (27 de agosto de 1582-31 de octubre de 1635) fue condesa de Solms-Greifenstein. En 1600 contrajo matrimonio con el conde Guillermo I de Solms-Braunfels (1570-1635), y sus descendientes gobernaron la región durante muchas generaciones.

## Biografía
María Amalia nació en el castillo de Dillenburg en 1582 como hija del conde Juan VI de Nassau-Dillenburg y de su segunda esposa, la condesa Palatina Kunigunde Jakobäa de Simmern.
A la edad de 18 años, el 22 de agosto de 1600, en Dillenburg, contrajo matrimonio con su primo de 30 años, el conde Guillermo I de Solms-Braunfels (1570-1635). Él era hijo de Conrado de Solms-Braunfels y de Isabel de Nassau-Dillenburg, quien era la tía de María Amalia. Este matrimonio se adelantó a petición especial del conde Felipe Luis II de Hanau-Münzenberg.
Tras la muerte del conde Conrado de Solms-Braunfels en 1592, el condado de Solms-Braunfels fue dividido entre él mismo, Solms-Greifenstein y Solms-Hungen. Debido a que desde 1592 Guillermo I era conde de Solms-Greifenstein, con su matrimonio María Amalia pasó a ser condesa. Entre 1602 y 1606, en 44 meses dio a luz a tres hijas y un varón. En los siguientes catorce años dio a luz a otros seis hijos. 
En 1606, tras la muerte de su padre el conde Juan VI de Nassau-Dillenburg, María Amalia recibió 2000 florines como parte de su herencia. Tomó posesión exclusiva del Solmser Hof en Edingen, Hesse en 1629, que en la actualidad es uno de los monumentos culturales del patrimonio en Sinn (Hesse).
En 1619 una segunda hija de Juan VI se casó con un conde de Solms. El 8 de febrero de 1619 Juliana (1565-1630), hija de la primera esposa de Juan VI, Isabel de Leuchtenberg, se casó con el conde Juan Alberto I de Solms-Braunfels.
Entre 1618 y 1648 Alemania entera con el resto de Europa se vio atrapada en la guerra de los Treinta Años. En el año de la peste de 1635-1636 tanto María Amalia, como su marido Guillermo I, y su hijo mayor murieron.
En 1635 Guillermo II siguió los pasos de su padre y fue gobernador de Solms-Greifenstein hasta 1676. Su hijo Guillermo Mauricio (1651-1720) reunificó los condados de Solms-Greifenstein y Solms-Braunfels, que gobernó hasta 1720. Fue sucedido por su hijo Federico Guillermo (1696-1761), que fue nombrado Príncipe Imperial (Reichsfürst) en 1742.

## Familia
Guillermo I y María Amalia tuvieron los siguientes hijos:
- Juana Isabel (27 de diciembre de 1602 - 27 de marzo de 1627)
- Juan Conrado (17 de diciembre de 1603 - 4 de diciembre de 1635), desposó a Ana Margarita de Solms-Hohensolms
- Juliana (30 de mayo de 1605 - 16 de agosto de 1629)
- Sabina (n. 9 de julio de 1606), desposó a Jorge Hartmann de Zinzendorf-Pottendorf
- Amalia (11 de septiembre de 1607 - 4 de noviembre de 1608)
- Guillermo II (9 de agosto de 1609 - 19 de julio de 1676), desposó a Juana Sibila de Solms-Hohensolms y, en segundas nupcias, a Ernestina Sofía de Hohenlohe-Schillingsfürst
- Luis (7 de abril de 1614 - 7 de noviembre de 1676), desposó a Ana María de Criechingen
- Kunigunde (18 de junio de 1615 - 22 de octubre de 1635)
- Ana Amalia (2 de junio de 1617 - 4 de noviembre de 1635), desposó a Felipe Reinardo II de Solms-Hohensolms
- Ernesto Casimiro (11 de junio de 1620 - 9 de agosto de 1648)